# منتخب الأرجنتين لكرة السلة للسيدات
منتخب الأرجنتين الوطني لكرة السلة للسيدات (بالإسبانية: Selección femenina de básquetbol de Argentina) هو ممثل الأرجنتين الرسمي في المنافسات الدولية في كرة السلة للسيدات.